# Bussy-lès-Poix
Bussy-lès-Poix – miejscowość i gmina we Francji, w regionie Hauts-de-France, w departamencie Somma.
Według danych na rok 2011 gminę zamieszkiwały 93 osoby, a gęstość zaludnienia wynosiła 21 osób/km² (wśród 2293 gmin Pikardii Bussy-lès-Poix plasuje się na 909. miejscu pod względem liczby ludności, natomiast pod względem powierzchni na miejscu 932.).